# Jasmin Graf
Jasmin Graf (* 18. Oktober 1986 in Leipzig) ist eine deutsche Pop- und Jazzsängerin, die durch die Casting-Show The Voice of Germany bekannt wurde.

## Biografie
Jasmin Graf ist die Tochter von Hans Graf, dem Gitarristen der Rockband Karussell. Ihre Mutter ist ebenfalls Sängerin. Mit fünf Jahren begann sie mit dem Klavierspiel, mit 16 sang sie in einer Rockband und später trat sie mit der Köstritzer Jazzband deutschlandweit auf. Nach der Schule nahm sie ein Gesangsstudium an der Leipziger Musikhochschule auf. Daneben arbeitet sie als Studiomusikerin und tritt mit mehreren Bands auf. Sie singt unter anderem auch für den Leipziger DJ Rockstroh und lieferte die Vocals für dessen größten Hit Tanzen.
Graf bewarb sich 2011 beim neuen Castingshow-Format The Voice of Germany und wurde in das Team von Rea Garvey gewählt. Mit deutschsprachigen Popsongs sang sie sich durch die ersten drei Liveshows bis ins Halbfinale. Mit ihren Beiträgen konnte sie sich auch durch Verkäufe in den Internet-Downloadshops in den deutschen Charts platzieren. In der dritten Liveshow wurde sie überraschend von ihrem Coach dem Mitkonkurrenten Percival Duke vorgezogen, der bis dahin der Publikumsfavorit in der Gruppe gewesen war. Garvey begründete dies mit dem „schlummernden Potential“ der Sängerin.

## Diskografie
Lieder
- Wovon sollen wir träumen (2012)
- Stark (2012)
- Hungriges Herz (2012)